# Campeonato Tocantinense de Segunda División 2022
El Campeonato Tocantinense de Segunda División de 2022 fue la 14.ª edición de la división de ascenso del fútbol Tocantinense. La competición inició el 22 de octubre de 2022 y finalizó el 4 de diciembre del mismo año. Los dos mejores ascendieron al Campeonato Tocantinense 2023.

## Participantes
- Tocantins de Miracema
- Gurupi
- Atlético Cerrado
- São José
- Arsenal
- C.A.P.

## Primera fase

### Clasificación
| Pos. | Equipo                | Pts. | PJ | G | E | P | GF | GC | Dif. | Clasificación 2022             |
| ---- | --------------------- | ---- | -- | - | - | - | -- | -- | ---- | ------------------------------ |
| 1    | Gurupi                | 13   | 5  | 4 | 1 | 0 | 20 | 3  | +17  | Clasificado a las semifinales. |
| 2    | Tocantins de Miracema | 13   | 5  | 4 | 1 | 0 | 19 | 4  | +15  | Clasificado a las semifinales. |
| 3    | Atlético Cerrado      | 7    | 5  | 2 | 1 | 2 | 11 | 9  | +2   | Clasificado a las semifinales. |
| 4    | C.A.P                 | 7    | 5  | 2 | 1 | 2 | 7  | 8  | −1   | Clasificado a las semifinales. |
| 5    | Arsenal               | 3    | 5  | 1 | 0 | 4 | 5  | 15 | −10  |                                |
| 6    | São José              | 0    | 5  | 0 | 0 | 5 | 0  | 23 | −23  |                                |

Actualizado a los partidos jugados el 12 de noviembre de 2022.
 Fuente: GE

### Fixture
| Fecha                          | Lugar                 |                       |  | Resultado  |  |                       |
| ------------------------------ | --------------------- | --------------------- |  | ---------- |  | --------------------- |
| 22 de octubre de 2022, 16:00   | Paraíso do Tocantins  | Atlético Cerrado      |  | 3:0 (W.O.) |  | Arsenal               |
| 23 de octubre de 2022, 16:00   | Miracema do Tocantins | Tocantins de Miracema |  | 3:2        |  | C.A.P.                |
| 26 de octubre de 2022, 16:00   | Palmas                | São José              |  | 0:8        |  | Gurupi                |
| 29 de octubre de 2022, 16:00   | Paraíso do Tocantins  | C.A.P.                |  | 1:0        |  | São José              |
| 29 de octubre de 2022, 16:00   | Gurupi                | Gurupi                |  | 4:1        |  | Atlético Cerrado      |
| 29 de octubre de 2022, 16:00   | Tocantinópolis        | Arsenal               |  | 1:4        |  | Tocantins de Miracema |
| 2 de noviembre de 2022, 16:00  | Tocantinópolis        | Arsenal               |  | 1:4        |  | Gurupi                |
| 2 de noviembre de 2022, 16:00  | Paraíso do Tocantins  | C.A.P.                |  | 0:0        |  | Atlético Cerrado      |
| 2 de noviembre de 2022, 16:00  | Miracema do Tocantins | Tocantins de Miracema |  | 6:0        |  | São José              |
| 5 de noviembre de 2022, 16:00  | Miracema do Tocantins | Tocantins de Miracema |  | 5:0        |  | Atlético Cerrado      |
| 6 de noviembre de 2022, 16:00  | Paraíso do Tocantins  | C.A.P.                |  | 0:3        |  | Gurupi                |
| 6 de noviembre de 2022, 16:00  | Palmas                | São José              |  | 0:1        |  | Arsenal               |
| 12 de noviembre de 2022, 16:00 | Palmas                | Atlético Cerrado      |  | 7:0        |  | São José              |
| 12 de noviembre de 2022, 16:00 | Palmas                | Gurupi                |  | 1:1        |  | Tocantins de Miracema |
| 12 de noviembre de 2022, 16:00 | Palmas                | Arsenal               |  | 2:4        |  | C.A.P.                |

## Fase final

### Semifinales

#### Partidos de ida
| Fecha                          | Lugar                |                  |  | Resultado |  |                       |
| ------------------------------ | -------------------- | ---------------- |  | --------- |  | --------------------- |
| 19 de noviembre de 2022, 16:00 | Paraíso do Tocantins | Atlético Cerrado |  | 1:4       |  | Tocantins de Miracema |
| 20 de noviembre de 2022, 16:00 | Paraíso do Tocantins | C.A.P.           |  | 0:3       |  | Gurupi                |

#### Partidos de vuelta
| Fecha                          | Lugar                 |                       |  | Resultado |  |                  |
| ------------------------------ | --------------------- | --------------------- |  | --------- |  | ---------------- |
| 26 de noviembre de 2022, 15:45 | Gurupi                | Gurupi                |  | 1:1       |  | C.A.P.           |
| 27 de noviembre de 2022, 15:45 | Miracema do Tocantins | Tocantins de Miracema |  | 6:0       |  | Atlético Cerrado |

### Final

#### Partido de ida
| Fecha                          | Lugar  |        |  | Resultado |  |                       |
| ------------------------------ | ------ | ------ |  | --------- |  | --------------------- |
| 30 de noviembre de 2022, 16:00 | Gurupi | Gurupi |  | 2:2       |  | Tocantins de Miracema |

#### Partido de vuelta
| Fecha                         | Lugar                 |                       |  | Resultado |  |        |
| ----------------------------- | --------------------- | --------------------- |  | --------- |  | ------ |
| 4 de diciembre de 2022, 15:45 | Miracema do Tocantins | Tocantins de Miracema |  | 0:1       |  | Gurupi |

## Goleadores[2]
| Pos. | Jugador   | Equipo                | Goles |
| ---- | --------- | --------------------- | ----- |
| 1    | Nona      | Tocantins de Miracema | 5     |
|      | Tozin     | Gurupi                | 5     |
| 3    | Ruselle   | Tocantins de Miracema | 4     |
|      | Guilherme | Tocantins de Miracema | 4     |